# فرانك كيمبروف
فرانك كيمبروف (بالإنجليزية: Frank Kimbrough)‏ هو مدرب كرة سلة أمريكي، ولد في 24 يونيو 1904، وتوفي في 4 فبراير 1971.